# Nagypréposti palota (Eger)

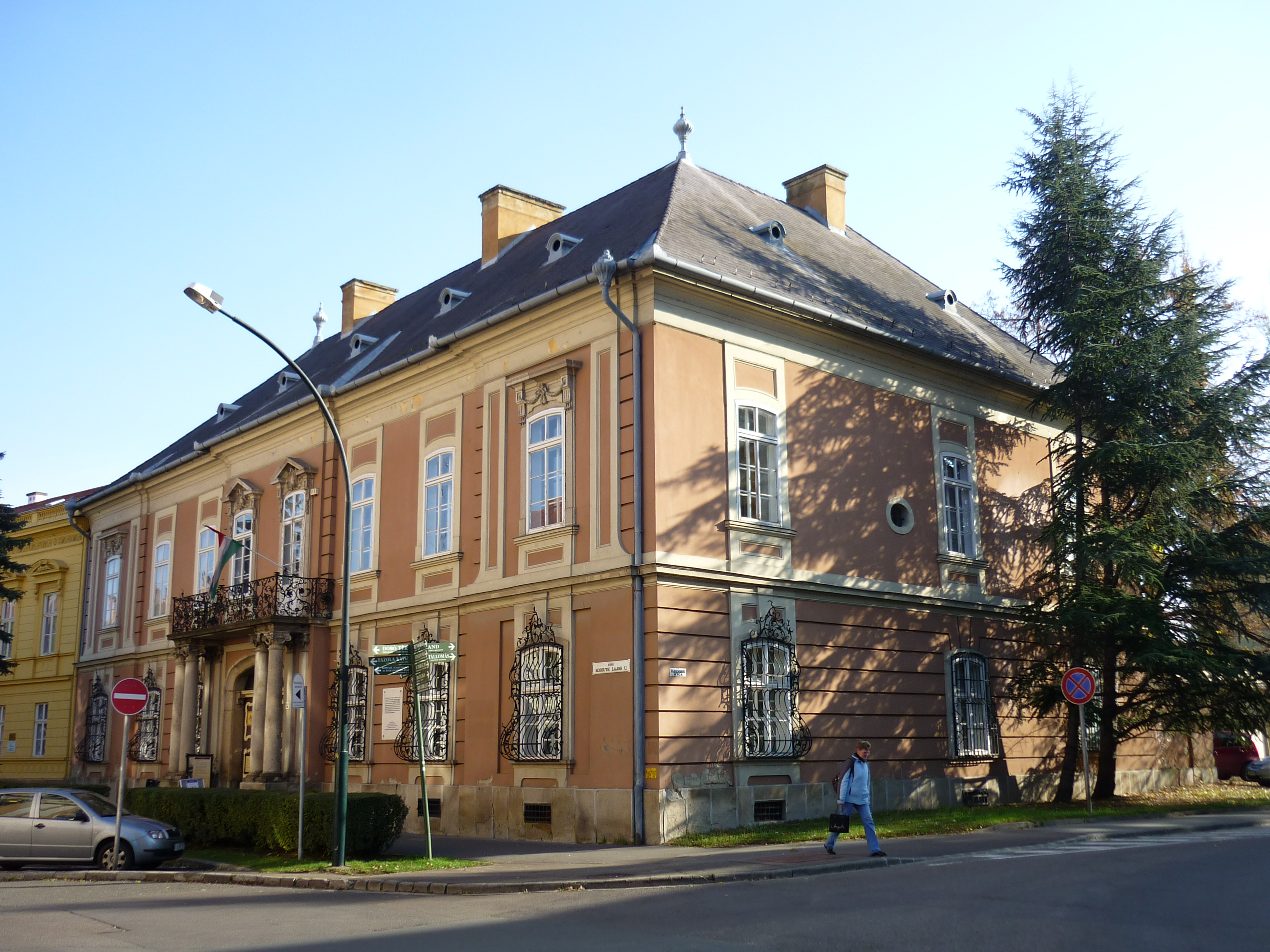
A palota

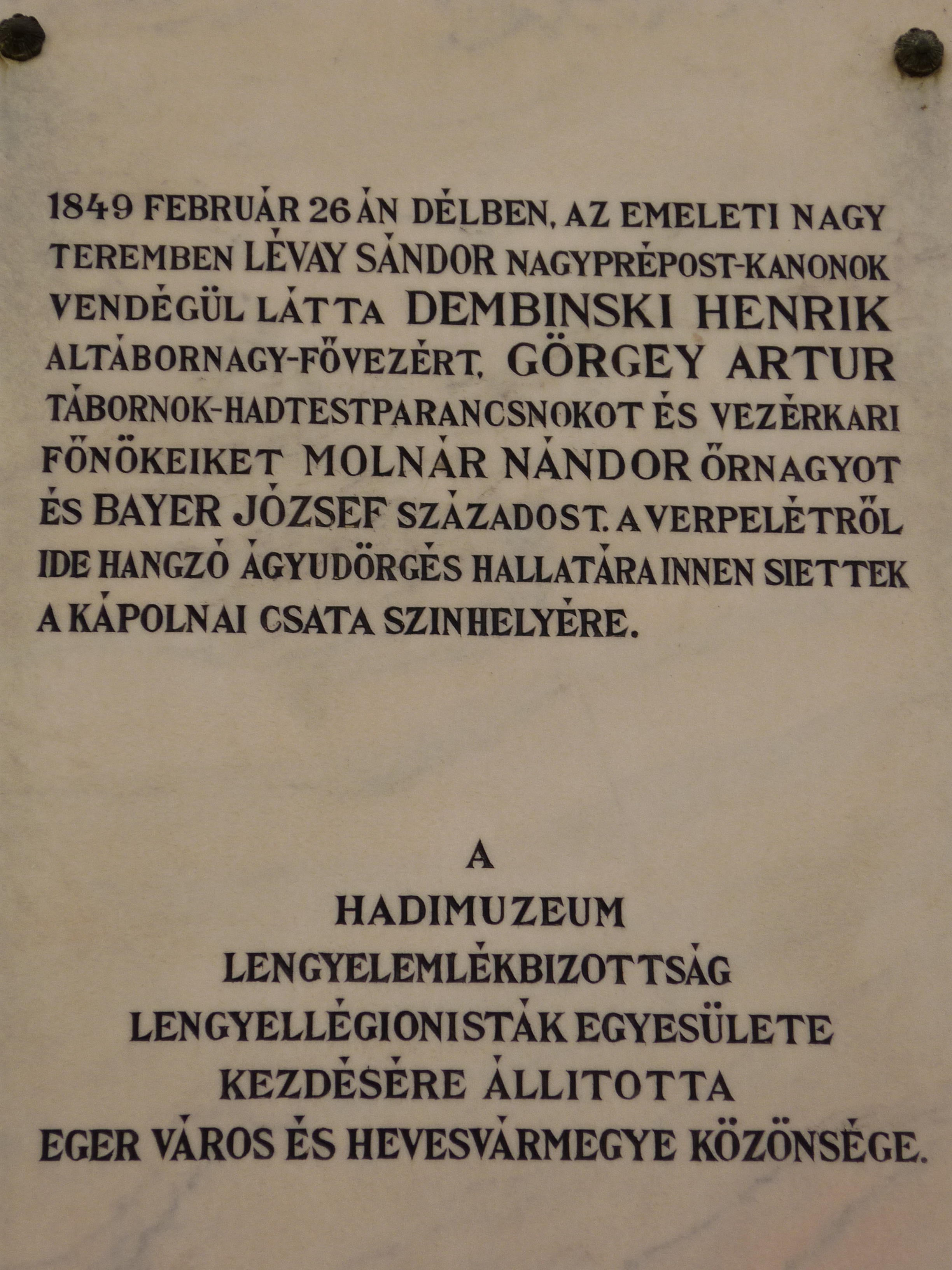
Az emléktábla

Az Egészségház utca sarkán álló nagypréposti palota az egri Kossuth Lajos utca barokk épületegyüttesének egyik nevezetes tagja (Kossuth u. 16.) Jelenleg a Bródy Sándor Megyei és Városi Könyvtár épülete.

## Története
A rokokó palotát egy, a 18. század elején épült ház helyére építtette gróf Batthyány Ignác káptalani nagyprépost. Az épületet Fellner Jakab tervei alapján 1774–1776 között húzták fel. Maga Batthyányi Ignác valószínűleg sosem lakott a palotában, mert annak befejezése előtt elhunyt. Ezért az erkély korlátjára utódja, Dobronyay Miklós kanonok névbetűi kerültek.

## Az épület
Csatlakozó beépítésben álló, téglalap alaprajzú, egyemeletes, kontyolt nyeregtetős épület. Az utcai homlokzatot enyhén kiülő, kéttengelyes közép- és egytengelyes oldalrizalitok tagolják. A középrizalit teljes szélességében két-két oszlopra támaszkodó, rokokó vasrácsos erkély. Az udvari homlokzat középen oromzatos, erősen előrelépő, háromtengelyes rizalittal, amitől északra egy sokszögletű bővítmény áll. A földszinti helyiségek boltozatosak, miként a lépcsőház is.

## Nevezetességei
Műemlék: törzsszáma 2001, KÖH azonosító száma 5542 (helyrajzi száma: 6563).
Az emeleti erkélyrács és a földszinti ablakok kovácsoltvas rácsozata Fazola Henrik munkája.
Az épült falán emléktábla örökíti meg, hogy 1849. február 26-án itt Dembinszky Henriket, Görgey Artúrt, Klapka Györgyöt és vezérkari főnökeiket itt látta vendégül Lévay Sándor nagyprépost-kanonok, és a tábornokok innen indultak a kápolnai csatába.